# United Nations Plaza (Gebäude)
United Nations Plaza, kurz U. N. Plaza und UN Plaza, ist ein Gebäudekomplex in Manhattan in New York City, Vereinigte Staaten. Der Komplex mit gemischter Nutzung besteht aus zwei 154 Meter hohen Wolkenkratzern und einem 15-stöckigen Hochhaus. Die drei Gebäude sind Eigentum der Vereinten Nationen, in ihnen sind unter anderem Büroräume für die UNO und UNICEF sowie das Hotel „Millennium Hilton New York One UN Plaza“ untergebracht.

## Beschreibung
Der Komplex United Nations Plaza befindet sich in East Midtown im Stadtteil Turtle Bay an der First Avenue zwischen der East 44th und 45th Street gegenüber vom UNO-Hauptquartier. Die First Avenue wird im Bereich zwischen der East 40th und 49th Street auch United Nations Plaza genannt. Die beiden Wolkenkratzer umschließen das 20-stöckige Missionsgebäude der USA bei der UNO, das an der Südwestecke der 45th Street/First Avenue steht.
Die vom Architektenbüro Kevin Roche, John Dinkeloo and Associates entworfenen Gebäude wurden von 1969 bis 1987 erbaut, um auf gemeinsame Bestrebungen der Vereinten Nationen (UNO), der Stadt New York und des Bundesstaates New York hin Büroraum für öffentliche Körperschaften sowie unter anderem für den gestiegenen Bürobedarf der UNO zu schaffen. Die beiden Wolkenkratzer zeichnen sich architektonisch durch die Kombination von Abschnitten mit senkrechten und solchen mit schrägen blaugrünen Glasfassaden aus, was zusätzlich zu ihrem asymmetrischen Grundriss zu einem einzigartigen, eigenwilligen Bild führt. Der Komplex hat eine Nutzungsfläche von 115.600 m². Die Büroeinheiten in allen drei Gebäuden werden von der United Nations Development Corporation New York (UNDC) betrieben und unterhalten.
Der Gebäudekomplex besteht aus folgenden Gebäuden:
- Der One United Nations Plaza wurde 1975 eröffnet, ist 153,9 Meter (505 Fuß) hoch und hat 39 Etagen.[4] Es steht an der Nordwestecke East 44th Street/First Avenue.[5] In den Etagen 2 bis 26 sind auf 39.000 m² Büros untergebracht und die Etagen 27 bis 39 beherbergen 288 Hotelzimmer.
- Der Two United Nations Plaza wurde 1983 eröffnet, hat dieselbe Höhe von 153,9 Meter[6] wie One UN Plaza und besitzt 40 Etagen.[7] Es steht westlich angrenzend von One UN Plaza zwischen der East 44th und 45th Street.[8] In den Etagen 2 bis 28 sind auf 41.800 m² Büros untergebracht und die Etagen 29 bis 40 beherbergen 151 Hotelzimmer.
- Beide Wolkenkratzer stehen auf einer gemeinsamen Gebäudebasis. In ihr sind unter anderem Büroräume, Konferenzzimmer, die Hotellobby und ein Restaurant untergebracht.
- Das 15-stöckige Three United Nations Plaza wurde 1987 erbaut und befindet sich an der Südseite der East 44th Street gegenüber von One und Two UN Plaza.[9] Es beherbergt das Welthauptquartier von UNICEF. Die Fassade ist mit Granit und rosa und grünen Bändern verkleidet. Das Gebäude bietet 19.000 m² Bürofläche und 29 Wohnungen in den beiden obersten Geschossen. Zum Gebäude gehört westlich angrenzend ein kleiner Park, der mit einer sechs Meter hohen Kolonnade mit dem Gebäudesockel verbunden ist.[2]

## Hotel „Millennium Hilton New York One UN Plaza“
Das Hotel „Millennium Hilton New York One UN Plaza“, kurz UN Plaza Hotel, wurde am 8. Juni 1976 eröffnet und anfangs von Hyatt betrieben. Es besitzt insgesamt 439 Zimmer, die die obersten 13 Stockwerke im One UN Plaza und die obersten 12 Etagen im Two UN Plaza belegen. Die denkmalgeschützte Hotellobby ist im Erdgeschoss an der 44th Street untergebracht und die für Hotelgäste zugänglichen Einrichtungen befinden sich in der zweiten Etage. Das Restaurant „Ambassador Grill“ befindet sich an der 45th Street ebenfalls im Erdgeschoss. Das UN Plaza Hotel ist Eigentum der Millennium & Copthorne Hotels und wird seit 2017 von Hilton Hotels & Resorts betrieben.
Am 17. Januar 2017 erklärte die New York City Landmarks Preservation Commission die im Erdgeschoss liegenden Räume des Hotels und das Restaurant „Ambassador Grill“ zum Wahrzeichen der Stadt. Dies betrifft die Innenausstattung des Restaurants sowie vom Hotel die Lobby, den Empfangsbereich mit Eingangsfoyer und den Flur. Zur Denkmalpflege gehören unter anderem Säulen, Wandflächen, Deckenflächen, Bodenflächen, Spiegel und Beleuchtung, fest installierte Einrichtungsgegenstände, Türen, Geländer, Balustraden, dekorative Metallarbeiten und fest angebrachte dekorative Elemente.

## Galerie

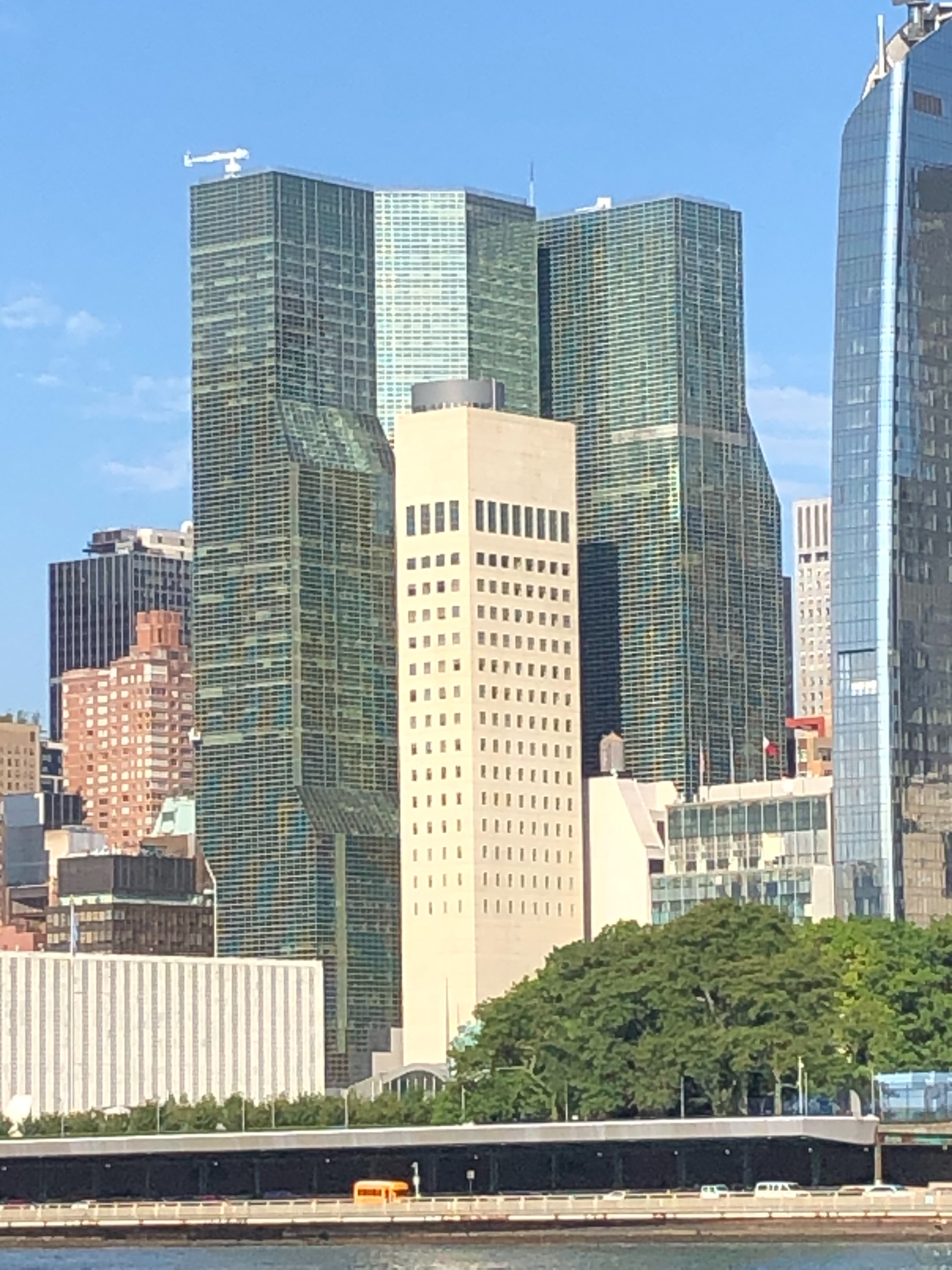
Der Komplex am 13. August 2021, vorn Missionsgebäude der USA bei der UNO
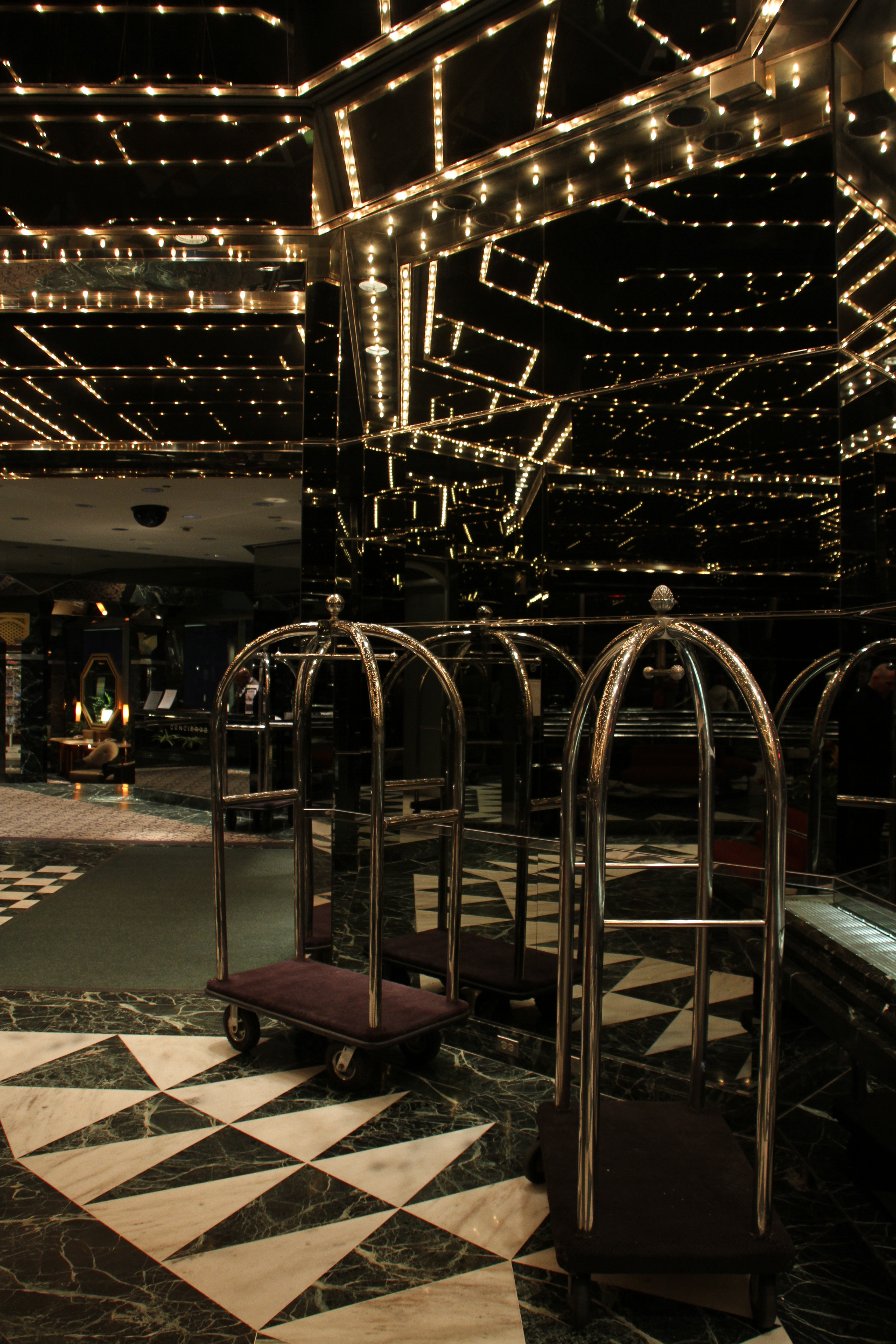
Denkmalgeschützte Lobby des Millennium Hilton Hotels
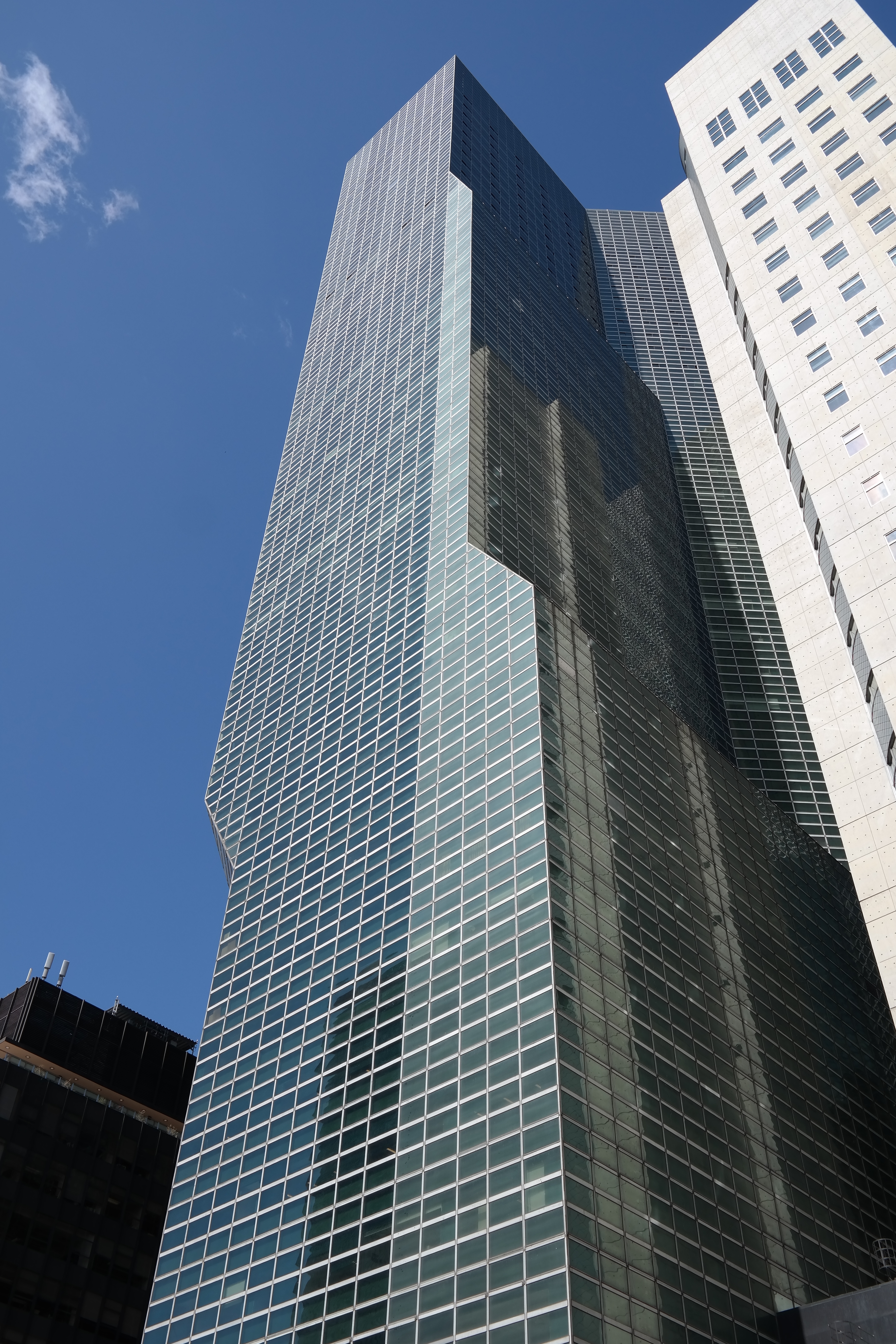
One United Nations Plaza am 27. April 2015
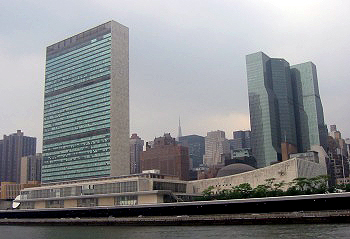
links: UN-Sekretariatsgebäude vorn: die Generalversammlung rechts: United Nations Plaza